# Andrena barbara
Andrena barbara är en biart som beskrevs av Bouseman och Laberge 1979. Andrena barbara ingår i släktet sandbin, och familjen grävbin. Inga underarter finns listade i Catalogue of Life.

## Bildgalleri

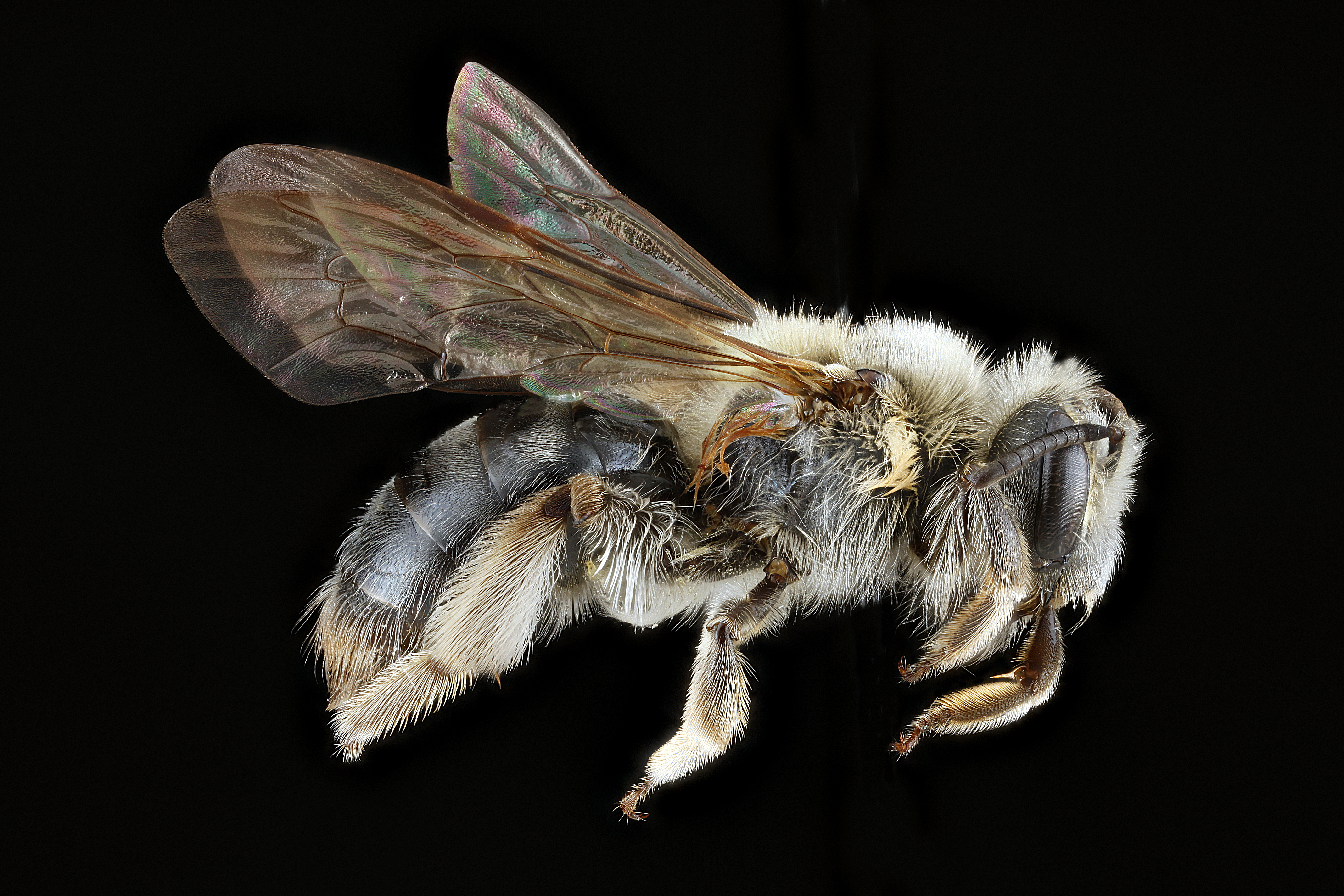
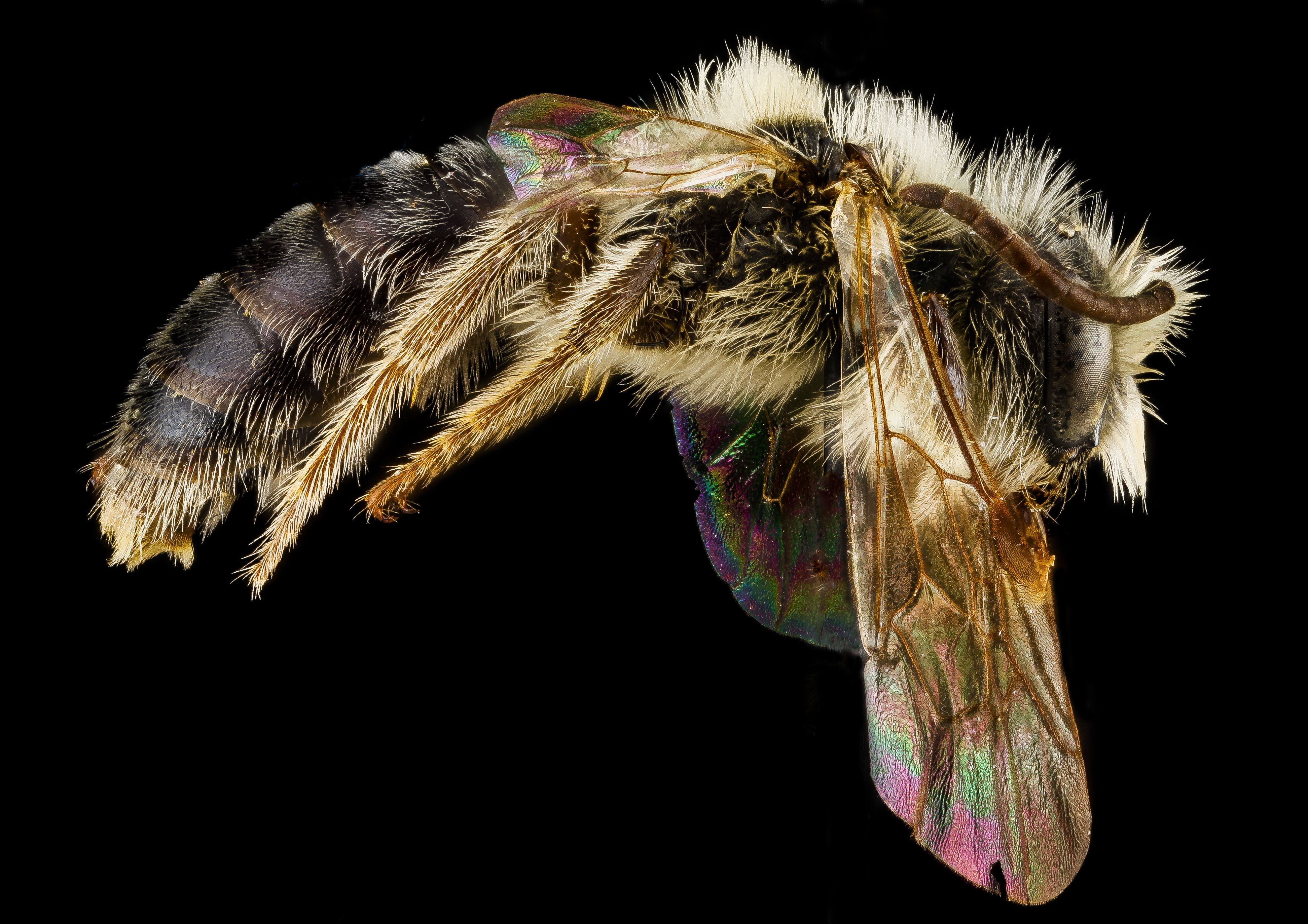
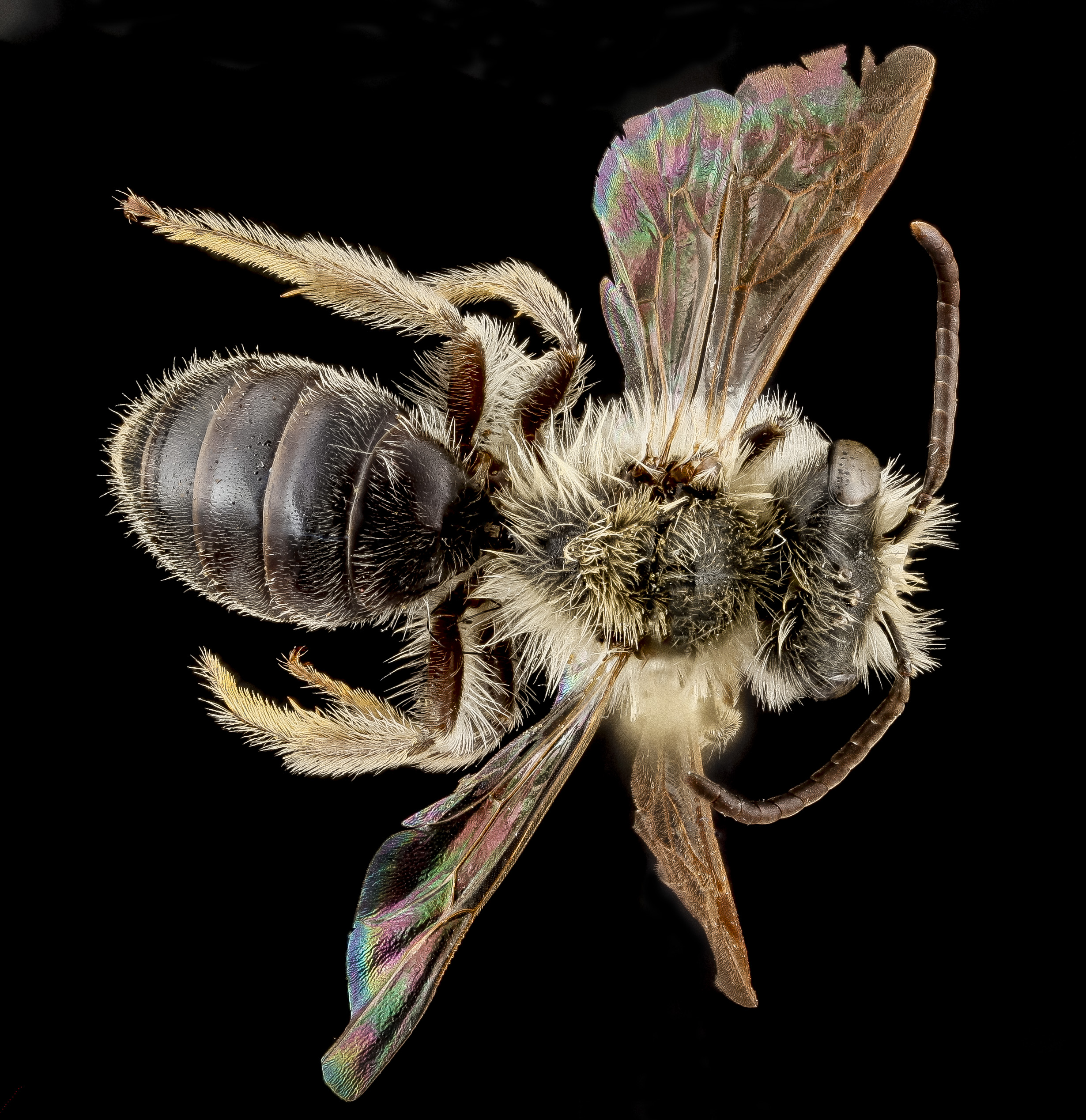
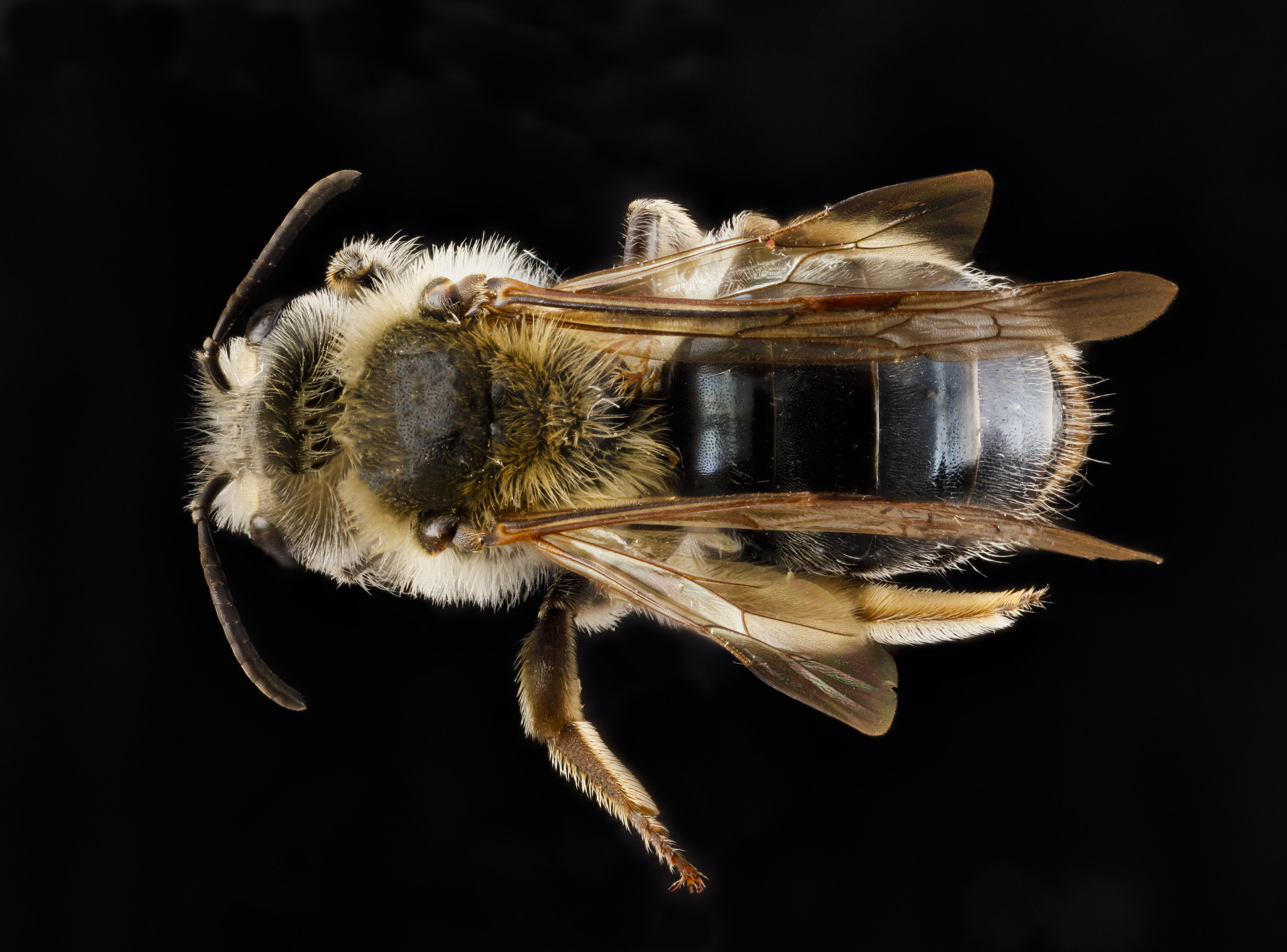
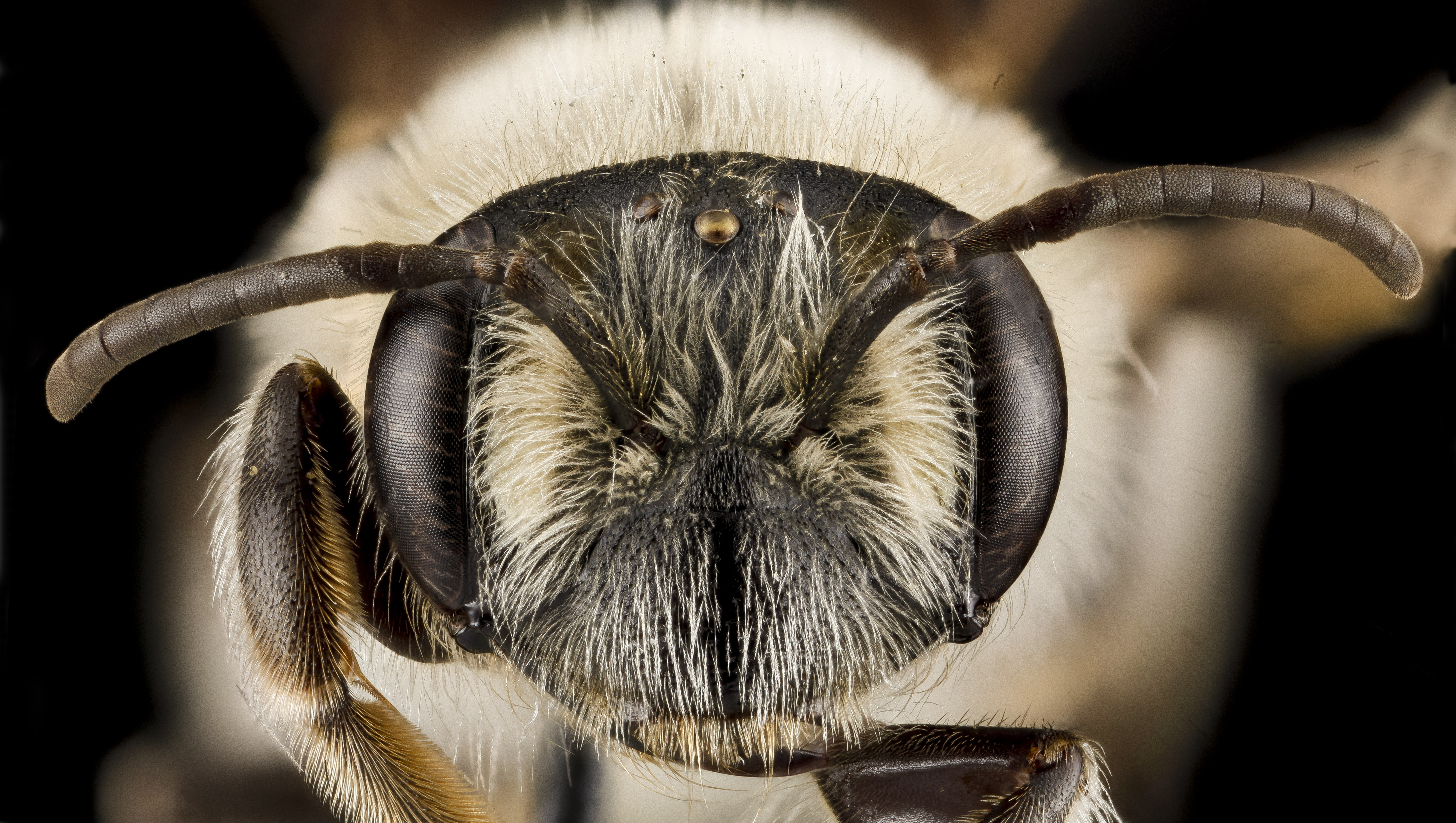